# Ерва
Е́рва (Еруа) — острів в Червоному морі в архіпелазі Дахлак, належить Еритреї, адміністративно відноситься до району Дахлак регіону Семіен-Кей-Бахрі.

## Географія
Розташований біля центрально-східних берегів острова Дахлак, при вході до великої бухти. Має форму двох великих куль, з'єднаних широким перешийком. Загальна довжина — 10 км (північна частина — 4 км, південна — 6 км), ширина 3,5 км на півночі та 4,5 км на півдні. Крайня північна точка — мис Рас-Аруа. З півночі та сходу острів облямований кораловими рифами. на південному заході є селище Дербушет.
| Прапор Еритреї | Це незавершена стаття про Еритрею. Ви можете допомогти проєкту, виправивши або дописавши її. |